# عبد الرحمن آل فريان
الشيخ عبد الرحمن بن عبد الله آل فريان هو إمام وخطيب سعودي ولد في سنة 1344 هـ، 

## نشأته
حفظ القرآن في الصغر. قرأ العلم على الشيخ محمد بن إبراهيم والشيخ عبد العزيز بن باز والشيخ عبد العزيز أبوحبيب الشثري وغيرهم. برز في العلم والدعوة وخرج لدعوة الناس وتبصيرهم في عهد الملك سعود بن عبد العزيز واستمر في الدعوة وتعليم الناس إلى آخر حياته.
هو مؤسس جماعة تحفيظ القرآن الكريم في المملكة بمباركة من الشيخ محمد بن إبراهيم وترأسها من عام 1382هـ وحتى وفاته فعاش نصف قرن في خدمة كتاب الله وتعليمه ونشره على عقيدة السلف الصالح. إمام وخطيب لجامع آل فريان في معكال من نصف قرن من الزمن، ولا تفوته الخطبة ولو كان في الدعوة خارج الرياض فيرجع يوم الأربعاء ويجالس أهله وأبنائه ثم يعود من حيث أتى بعد خطبة الجمعة.

## أبناءه
- الشيخ عبد الله بن عبد الرحمن آل فريان.
- الشيخ محمد بن عبد الرحمن آل فريان.
- الشيخ خالد بن عبد الرحمن آل فريان.
- الشيخ أحمد بن عبد الرحمن آل فريان.
- الشيخ إبراهيم بن عبد الرحمن آل فريان.
- الشيخ عبد العزيز بن عبد الرحمن آل فريان.
- الشيخ صالح بن عبد الرحمن آل فريان.
- الشيخ فريان بن عبد الرحمن آل فريان.
- الشيخ سليمان بن عبد الرحمن آل فريان.

## مؤلفاته
له من المؤلفات تحف البيان من خطب جامع آل فريان، وله أشرطة مسجلة لمحاضراته التي غطت أرجاء المملكة العربية السعودية. بذل نفسه وماله في خدمة دين الله ويشهد لذلك كل من عرفه، فاللهم لا تكله إلى عمله وأرحمه برحمتك يا أرحم الراحمين.

## وفاته
توفي بعد مرض ألم به في القلب حتى جاء أمر الله في 3 سبتمبر 2003 (7 رجب 1424هـ ) في المستشفى العسكري بالرياض، وصلي عليه في جامع عتيقة صلاة العصر، بحضور جمع كبير من العلماء والمسؤؤلين ومحبي الشيخ؛ فازدحمت الممرات والطرقات، وحزن عليه الناس وتقدم العزاء خادم الحرمين الشريفين الملك فهد وولي عهده والنائب الثاني وكبار العلماء والأمراء.